# عبد العزيز المسعود
عبد العزيز المسعود (1 نوفمبر 1937 - 9 أغسطس 1977)، ممثل كويتي. شارك في العديد من المسرحيات. وبدأ مسيرته عام 1964.

## أعماله
- ورطة خليج
- الوريث
- إبراهيم الثالث
- ثور عيده
- ضاع الديك
- اجلح واملح
- أصبر وتشوف
- كازينو أم عنبر
- الجنون فنون
- سكانة مرتة
- غلط يا ناس
- مذاكرت بو عليوي

## أماكن سميت باسمه
- مسرح عبد العزيز المسعود في كيفان (مسرح التحرير حالياً)

## وفاته
توفي في يوم 9 أغسطس لعام 1977 في لندن إثر جلطة قلبية داهمته أثناء تدريبه على إحدى المسرحيات. بعد وفاته تم تسمية مسرح كيفان بإسمه إلا أن تغير اسم المسرح مرة أخرى بعد الغزو العراقي على الكويت وسمي بمسرح التحرير.

## روابط خارجية
- عبد العزيز المسعود على موقع قاعدة بيانات الأفلام العربية